# Золочевская картонажная фабрика
Золочевская картонажная фабрика — промышленное предприятие в городе Золочев Львовской области Украины, прекратившее своё существование.

## История
Предприятие возникло в 1903 году как небольшая бумажная фабрика. После начала в 1914 году Первой мировой войны и мобилизации мужчин трудоспособного возраста в действующую армию положение фабрики осложнилось.
После распада Австро-Венгрии город оказался в зоне боевых действий. В марте 1919 года в Золочеве началось вооружённое восстание против ЗУНР, затем город был занят польскими войсками и вошёл в состав Тарнопольского воеводства Польши.
Начавшийся в 1929 году мировой экономический кризис осложнил положение в Польше. В 1936 году работники фабрики вместе с рабочими других предприятий Золочева и местными жителями участвовали в демонстрациях с требованиями повышения заработной платы и введения 8-часового рабочего дня. 
17 сентября 1939 года советские войска пересекли восточную границу Польши и 18 сентября 1939 года — заняли Золочев. В октябре 1939 года промышленные предприятия города были национализированы. В декабре 1940 года на предприятиях были организованы профсоюзы.
В ходе боевых действий Великой Отечественной войны и немецкой оккупации города (с начала июля 1941 до 17 июля 1944) фабрика пострадала, но уже во втором полугодии 1944 года началось её восстановление. После восстановления работы городской электростанции, в 1945 году фабрика возобновила работу. Поскольку вплоть до 1949 года на фабрике эксплуатировалось устаревшее оборудование иностранного производства, производительность предприятия была низкой.
В 1949—1963 гг. было проведено техническое перевооружение, и картонажная фабрика была полностью оснащена новым оборудованием советского производства. Здесь были установлены три плоскопечатные машины Ейского завода, три тигельные машины Щедринского завода, картонорезательная машина и др. В 1963 году был построен новый корпус фабрики.
В результате, уже в 1966 году стоимость выпущенной фабрикой продукции составила 588 тыс. рублей (в пять раз больше, чем в 1945 году).
В целом, в советское время картонажная фабрика входила в число крупнейших предприятий города.
После провозглашения независимости Украины государственное предприятие было преобразовано в открытое акционерное общество.
В сентябре 1999 года арбитражный суд Львовской области возбудил дело о банкротстве Золочевской картонажной фабрики, 2 марта 2000 года она была признана банкротом, продана зарегистрированной на Кипре частной компании и в дальнейшем — разобрана на металлолом.